# Nitting
Nitting là một xã trong vùng Grand Est, thuộc tỉnh Moselle, quận Sarrebourg, tổng Lorquin. Tọa độ địa lý của xã là 48° 40' vĩ độ bắc, 07° 01' kinh độ đông. Nitting nằm trên độ cao trung bình là 280 mét trên mực nước biển, có điểm thấp nhất là 263 mét và điểm cao nhất là 340 mét. Xã có diện tích 8,86 km², dân số vào thời điểm 2005 là 493 người; mật độ dân số là 55,4 người/km². Nitting nằm khoảng 7 km về phía nam của Sarrebourg, thuộc Pháp từ năm 1661.

## Thông tin nhân khẩu
| 1962 | 1968 | 1975 | 1982 | 1990 | 1999 |
| ---- | ---- | ---- | ---- | ---- | ---- |
| 316  | 326  | 334  | 526  | 515  | 518  |